# Jimmy Rosenberg
Joseph Garadus "Jimmy" Rosenberg (Asten, 10 april 1980) is een Nederlandse Sinti gitarist. Hij speelt gipsyjazz.
Jimmy is een zoon van Engelina (Papi) Weisz en Franco (Macky) Rosenberg, en een neef van Nonnie, Nous'che en Stochelo Rosenberg, leden van het Rosenberg Trio.
Op tienjarige leeftijd trad hij op in de BBC-documentaire "Django’s Legacy", over de muziek van Django Reinhardt en de invloed die diens muziek heeft gehad op latere generaties van musici. In dat jaar werd ook het trio Gipsy Kids opgericht, met Sani van Mullum op basgitaar en contrabas, en Falko Reinhardt (een achterneef van Django) op slaggitaar.
In 1991 trad hij op voor de Nederlandse televisie en op het "Djangofestival" in Parijs, en mocht in het Concertgebouw een duet spelen met violist Stéphane Grappelli, bekend van het Quintette du Hot Club de France. Een jaar later werd de naam van de Gypsy Kids veranderd in Gypsy Boys en Jimmy werd vervangen door Kaatchie Rosenberg.
In 1992/1993 speelde hij op Djangofestivals in Oslo en Parijs en nam zijn eerste plaat op met Jon Larsen´s Hot Club de Norvège. In 1994 nam hij zijn eerste cd met zijn nieuwe trio Sinti op in de Wisseloord Studio's in Hilversum, met Rinus Steinbach op basgitaar en Johnny Rosenberg (neef van Jimmy en Mozes Rosenberg) op slaggitaar. Het daarop volgende jaar trad hij onder andere op voor de Nederlandse en Belgische televisie, werd door het Japanse TBS-TV een documentaire over hem gemaakt, en sloot hij een platencontract met Angel, een Amerikaans label van EMI.
In 1995 en 1996 toerde hij door Amerika. Ook kwam hij onder contract bij Columbia Tristar, een platenlabel van Sony, waarna hij besloot als soloartiest verder te gaan, en nam hij het album "Hot Shots" op.
In 1998 maakte hij een tournee door Noorwegen en Zweden, en trad hij samen met bekende musici als Les Paul en George Benson op in Carnegie Hall. In het volgende jaar deed hij een solotournee door Amerika en trad hij met Hot Club de Norvège in Nederland op. In 2000 toerde hij opnieuw door Nederland en Noorwegen en nam hij een plaat op met Hot Club de Norvège, Jon Larsen en violist Ola Kvernberg. Ook trad hij op tijdens het eerste Amerikaanse Djangofestival in Carnegie Hall en sloot hij een contract af met Sony Classics.
Met Hot Club de Norvège maakte hij ook in 2002 weer een plaat, deze keer met medewerking van Andreas Öberg; ook deed hij een concert met Willie Nelson.
In februari 2004 ging hij samen met zijn broer Nomy Rosenberg en zijn manager Marco Beugelsdijk op tournee in Noorwegen. Met bassist Svein Aarbostad en Nomy Rosenberg op gitaar, maakte hij in 2004 een nieuwe cd, getiteld "Trio". Het Djangofestival in Oslo werd gevolgd door een maand toeren met Hot Club de Norvège en de cd "Rose Room". Jimmy werd geboekt voor tournees in vele landen maar deze moesten allemaal geannuleerd worden: hij stortte in op een concert in juli, gevolgd door een arrestatie en trok zich terug uit het publieke leven.
In 2006 kwam een documentaire uit over zijn leven en carrière. Deze documentaire, "Jimmy Rosenberg: The father, the son and the talent", werd geregisseerd door Jeroen Berkvens. De film schetst een beeld van de hoogte- en dieptepunten uit Rosenbergs carrière.
In 2007 ontving hij zeer lovende recensies na zijn eerste optreden sinds lange tijd in een volgeladen Bimhuis (Amsterdam, 24 juli).
In 2010 is een nieuwe documentaire uitgekomen, "Jon & Jimmy" (Dreams, Drugs and Django) genaamd, geregisseerd door Bjorn Ola Bjorntoft/Lars Hellebust, Storm Studio (Edison Award 2010).
Op 2 december 2018 trad hij op in Poppodium Volt te Sittard. Na het optreden vertelde hij in een openhartig gesprek over zijn leven. Hij zou later die week beginnen met afkicken van medicijnen.
Op 7 september 2019 trad hij (kort) op met Taylor Swing bij het Latcho Diewes Festival. 
In 2018 maakte Jimmy een come back. Op 18 december 2019 bracht hij een nieuw album uit, getiteld For Jimmy.